# Diócesis de Presidente Prudente
La diócesis de Presidente Prudente (en latín: Dioecesis Prudentipolitana y en portugués: Diocese de Presidente Prudente) es una circunscripción eclesiástica latina de la Iglesia católica en Brasil, sufragánea de la arquidiócesis de Botucatu. La diócesis tiene al obispo Benedito Gonçalves dos Santos como su ordinario desde el 16 de abril de 2008. 

## Territorio y organización
La diócesis tiene 15 513 km² y extiende su jurisdicción sobre los fieles católicos de rito latino residentes en 27 municipios del estado de São Paulo: Presidente Prudente, Alfredo Marcondes, Álvares Machado, Anhumas, Caiabu, Caiuá, Emilianópolis, Estrela do Norte, Indiana, Marabá Paulista, Martinópolis, Mirante do Paranapanema, Narandiba, Piquerobi, Pirapozinho, Presidente Bernardes, Presidente Epitácio, Presidente Venceslau, Regente Feijó, Ribeirão dos Índios, Rosana, Sandovalina, Santo Anastácio, Santo Expedito, Taciba, Tarabai y Teodoro Sampaio.
La sede de la diócesis se encuentra en la ciudad de Presidente Prudente en donde se halla la Catedral de San Sebastián.
En 2019 en la diócesis existían 54 parroquias. 

## Historia
La diócesis fue erigida el 16 de enero de 1960 con la bula Cum venerabilis del papa Juan XXIII, obteniendo el territorio de la diócesis de Assis.
El 11 de abril de 1983, en virtud del decreto Concrediti gregis de la Congregación para los Obispos, se amplió, extendiendo su jurisdicción al municipio de Martinópolis, anteriormente incluido en la diócesis de Assis.

## Estadísticas
De acuerdo al Anuario Pontificio 2020 la diócesis tenía a fines de 2019 un total de 555 415 fieles bautizados.
| Año                                                                             | Población            | Población | Población      | Sacerdotes | Sacerdotes    | Sacerdotes    | Bautizados por sacerdote | Diáconos permanentes | Religiosos | Religiosos | Parroquias |
| Año                                                                             | Bautizados católicos | Total     | % de católicos | Total      | Clero secular | Clero regular | Bautizados por sacerdote | Diáconos permanentes | Varones    | Mujeres    | Parroquias |
| ------------------------------------------------------------------------------- | -------------------- | --------- | -------------- | ---------- | ------------- | ------------- | ------------------------ | -------------------- | ---------- | ---------- | ---------- |
| 1961                                                                            | 330 000              | 350 000   | 94.3           | 13         | 2             | 11            | 25 384                   |                      | 5          | 41         | 17         |
| 1968                                                                            | 250 000              | 300 000   | 83.3           | 37         | 30            | 7             | 6756                     |                      | 8          | 60         | 26         |
| 1976                                                                            | 318 732              | 367 987   | 86.6           | 31         | 16            | 15            | 10 281                   |                      | 15         | 47         | 28         |
| 1980                                                                            | 391 000              | 446 000   | 87.7           | 32         | 21            | 11            | 12 218                   |                      | 13         | 53         | 30         |
| 1990                                                                            | 356 000              | 397 000   | 89.7           | 27         | 20            | 7             | 13 185                   |                      | 9          | 56         | 33         |
| 1999                                                                            | 410 000              | 463 000   | 88.6           | 42         | 31            | 11            | 9761                     |                      | 15         | 41         | 34         |
| 2000                                                                            | 416 000              | 470 000   | 88.5           | 44         | 33            | 11            | 9454                     |                      | 15         | 41         | 35         |
| 2001                                                                            | 470 000              | 511 445   | 91.9           | 45         | 34            | 11            | 10 444                   |                      | 20         | 38         | 36         |
| 2002                                                                            | 469 000              | 510 000   | 92.0           | 46         | 35            | 11            | 10 195                   |                      | 20         | 38         | 36         |
| 2003                                                                            | 470 000              | 511 445   | 91.9           | 50         | 41            | 9             | 9400                     |                      | 10         |            | 38         |
| 2004                                                                            | 470 000              | 511 445   | 91.9           | 49         | 39            | 10            | 9591                     |                      | 12         | 61         | 39         |
| 2013                                                                            | 529 000              | 568 000   | 93.1           | 64         | 52            | 12            | 8265                     |                      | 17         | 41         | 51         |
| 2016                                                                            | 542 400              | 582 700   | 93.1           | 67         | 55            | 12            | 8095                     |                      | 22         | 36         | 53         |
| 2019                                                                            | 555 415              | 587 730   | 94.5           | 70         | 58            | 12            | 7934                     |                      | 19         | 34         | 54         |
| Fuente: Catholic-Hierarchy, que a su vez toma los datos del Anuario Pontificio. |                      |           |                |            |               |               |                          |                      |            |            |            |

## Episcopologio
- José de Aquino Pereira † (26 de marzo de 1960-6 de mayo de 1968 nombrado obispo de Rio Preto)
- José Gonçalves da Costa, C.SS.R. † (24 de noviembre de 1969-19 de agosto de 1975 nombrado arzobispo coadjutor de Niterói[4])
- Antônio Agostinho Marochi † (2 de febrero de 1976-20 de febrero de 2002 retirado)
- José María Libório Camino Saracho † (20 de febrero de 2002-16 de abril de 2008 retirado)
- Benedito Gonçalves dos Santos, desde el 16 de abril de 2008